# Kill Command – Die Zukunft ist unbesiegbar
Kill Command – Die Zukunft ist unbesiegbar ist ein Science-Fiction-Film von Steven Gomez mit Vanessa Kirby, Thure Lindhardt und David Ajala aus dem Jahr 2016. Er handelt vom Kampf zwischen militärischen Robotern und Soldaten, die durch diese ersetzt werden sollen.

## Handlung
In einer nahen Zukunft wird die Welt von wenigen Großkonzernen beherrscht. Einer dieser Konzerne hat Roboter entwickelt, die künftig Soldaten ersetzen sollen. Um die Leistungsfähigkeit der Roboter zu testen und weiterzuentwickeln, wird ein Trupp von Elitesoldaten – angeführt von Captain Bukes – zu einem Trainingseinsatz auf eine abgeschiedene Insel transportiert. Die Soldaten werden von der KI-Spezialistin Mills begleitet. Sie ist Angestellte des Konzerns, der es ihr bereits im Alter von elf Jahren durch ein Implantat ermöglicht hat, nach einer Querschnittslähmung wieder gehen zu können. Ihr Gehirn wurde außerdem durch einen Computer ergänzt; ihre Augen mit Sensoren ausgestattet. So kann sie unbemerkt alle relevanten Daten der Soldaten abrufen. Auf der Insel angekommen, ist die Verbindung zur Zentrale jedoch unterbrochen. Mills beginnt dennoch, die Soldaten bei ihrer Mission zu beobachten.
Am ersten Tag können die Soldaten einige Roboter mühelos außer Gefecht setzen. Sie werden dabei von Drohnen beobachtet, die ihr Verhalten an einen weiteren Roboter, den S.A.R. weiterleiten. Die Soldaten glauben an eine harmlose Mission, werden am Folgetag jedoch erheblich unter Beschuss genommen. Erste Mitglieder der Einheit sterben und die Überlebenden versuchen, zum Ausgangspunkt zurückzukehren. Auf dem Weg dorthin werden sie erneut beschossen. Es gelingt ihnen zunächst, sich in einem unterirdischen Gebäude auf der Insel zu verschanzen. Doch die Roboter spüren sie auch dort auf und töten weitere Mitglieder der Einheit.
Schließlich sind nur noch Bukes, Mills, Robinson und Goodwin übrig. Sie verlassen die Anlage, durchstreifen die Insel und finden ein weiteres Übungsgelände. Dort verschanzen sie sich erneut und erwarten am nächsten Tag den entscheidenden Angriff. Es gelingt ihnen, einige weitere Roboter zu zerstören, dabei wird Robinson jedoch ebenfalls getötet. Mills setzt den S.A.R. durch einen EMP außer Gefecht. Dabei werden jedoch auch ihre Implantate stark beschädigt. Bevor der S.A.R. durch einen gezielten Schuss durch Mills vollständig seine Funktion verliert, gelingt es dem Roboter, sein erworbenes Wissen über die Soldaten auf Mills zu übertragen. Bukes, Mills und Goodwin werden gerettet und auf das Festland zurückgebracht.

## Produktion
Der Film wurde am 13. Mai 2016 in Großbritannien uraufgeführt. Die DVD- und Blu-Ray-Premiere fand am 17. Mai 2016 in Frankreich statt. Die Veröffentlichung in Deutschland erfolgte am 3. Juni 2016.

## Rezeption
Die Filmzeitschrift cinema lobt die „guten Darsteller, Gruselatmo und den kühlen Look“. Sie bemängelt jedoch die flache Story und die Dialoge sowie eine „ermüdende Ballerei“. In Summe kommt sie zu dem Fazit: „nicht übel“ und bezeichnet den Film als: „Schnörkelloser, solide gefertigter B-Reißer“.
Dem Online-Portal filmdienst gefällt, dass trotz bescheidenem Budget und „oft beschrittenen Pfaden“ es gelungen sei, diese „geschickt zu variieren“. Es kommt zu dem Fazit, dass der Film „im Rahmen seiner Beschränkungen ein durchaus bemerkenswertes B-Movie mit guten Darstellern“ sei.